# Vitinho (calciatore luglio 1999)
Victor Alexander da Silva, meglio noto come Vitinho (Belo Horizonte, 23 luglio 1999), è un calciatore brasiliano, difensore del Botafogo.

## Caratteristiche tecniche
È un terzino destro.

## Carriera

### Club
Cresciuto nelle giovanili del Cruzeiro, ha esordito in prima squadra il 19 maggio 2018 disputando l'incontro di Série A perso 1-0 contro l'Atlético Mineiro.
Il 13 luglio 2018 è stato acquistato a titolo definitivo dal Cercle Bruges.

### Nazionale
Ha giocato nella nazionale brasiliana Under-20.

## Statistiche

### Presenze e reti nei club
Statistiche aggiornate al 28 febbraio 2025.
| Stagione             | Squadra              | Campionato           | Campionato | Campionato | Coppe nazionali | Coppe nazionali | Coppe nazionali | Coppe continentali | Coppe continentali | Coppe continentali | Altre coppe | Altre coppe | Altre coppe | Totale | Totale | Totale |
| Stagione             | Squadra              | Comp                 | Pres       | Reti       | Comp            | Pres            | Reti            | Comp               | Pres               | Reti               | Comp        | Pres        | Reti        | Pres   | Reti   |        |
| -------------------- | -------------------- | -------------------- | ---------- | ---------- | --------------- | --------------- | --------------- | ------------------ | ------------------ | ------------------ | ----------- | ----------- | ----------- | ------ | ------ | ------ |
| gen.-lug. 2018       | Cruzeiro             | M1/MG+A              | 0+1        | 0          | CB              | -               | -               | -                  | -                  | -                  | -           | -           | -           | 1      | 0      |        |
| 2018-2019            | Cercle Bruges        | D1                   | 9+3        | 0          | CB              | 1               | 0               | -                  | -                  | -                  | -           | -           | -           | 13     | 0      |        |
| 2019-2020            | Cercle Bruges        | D1                   | 0          | 0          | CB              | 0               | 0               | -                  | -                  | -                  | -           | -           | -           | 0      | 0      |        |
| 2020-2021            | Cercle Bruges        | D1                   | 28         | 1          | CB              | 1               | 0               | -                  | -                  | -                  | -           | -           | -           | 29     | 1      |        |
| 2021-2022            | Cercle Bruges        | D1                   | 32         | 1          | CB              | 1               | 0               | -                  | -                  | -                  | -           | -           | -           | 33     | 1      |        |
| Totale Cercle Bruges | Totale Cercle Bruges | Totale Cercle Bruges | 69+3       | 2          |                 | 3               | 0               |                    | -                  | -                  |             | -           | -           | 75     | 2      |        |
| 2022-2023            | Burnley              | FLC                  | 35         | 3          | FACup+CdL       | 4+2             | 0               | -                  | -                  | -                  | -           | -           | -           | 41     | 3      |        |
| 2023-2024            | Burnley              | PL                   | 32         | 0          | FACup+CdL       | 1+3             | 0               | -                  | -                  | -                  | -           | -           | -           | 36     | 0      |        |
| ago. 2024            | Burnley              | FLC                  | 3          | 1          | FACup+CdL       | -               | -               | -                  | -                  | -                  | -           | -           | -           | 3      | 1      |        |
| Totale Burnley       | Totale Burnley       | Totale Burnley       | 70         | 4          |                 | 10              | 0               |                    | -                  | -                  |             | -           | -           | 80     | 4      |        |
| ago.-dic. 2024       | Botafogo             | A/RJ+A               | 0+11       | 0          | CB              | 0               | 0               | CL                 | 5                  | 0                  | CInt        | -           | -           | 16     | 0      |        |
| 2025                 | Botafogo             | A/RJ+A               | 3+0        | 0          | CB              | 0               | 0               | CL                 | 0                  | 0                  | SB+RS       | 1+2         | 0           | 6      | 0      |        |
| Totale Botafogo      | Totale Botafogo      | Totale Botafogo      | 3+11       | 0          |                 | 0               | 0               |                    | 5                  | 0                  |             | 3           | 0           | 22     | 0      |        |
| Totale carriera      | Totale carriera      | Totale carriera      | 157        | 6          |                 | 13              | 0               |                    | 5                  | 0                  |             | 3           | 0           | 178    | 6      |        |

### Cronologia presenze e reti in nazionale
| Cronologia completa delle presenze e delle reti in nazionale ― Brasile under 20 | Cronologia completa delle presenze e delle reti in nazionale ― Brasile under 20 | Cronologia completa delle presenze e delle reti in nazionale ― Brasile under 20 | Cronologia completa delle presenze e delle reti in nazionale ― Brasile under 20 | Cronologia completa delle presenze e delle reti in nazionale ― Brasile under 20 | Cronologia completa delle presenze e delle reti in nazionale ― Brasile under 20 | Cronologia completa delle presenze e delle reti in nazionale ― Brasile under 20 | Cronologia completa delle presenze e delle reti in nazionale ― Brasile under 20 |
| Data                                                                            | Città                                                                           | In casa                                                                         | Risultato                                                                       | Ospiti                                                                          | Competizione                                                                    | Reti                                                                            | Note                                                                            |
| ------------------------------------------------------------------------------- | ------------------------------------------------------------------------------- | ------------------------------------------------------------------------------- | ------------------------------------------------------------------------------- | ------------------------------------------------------------------------------- | ------------------------------------------------------------------------------- | ------------------------------------------------------------------------------- | ------------------------------------------------------------------------------- |
| 12-10-2016                                                                      | Talca                                                                           | Ecuador under 20                                                                | 0 – 3                                                                           | Brasile under 20                                                                | Amichevole                                                                      | -                                                                               |                                                                                 |
| 15-10-2018                                                                      | Santiago del Cile                                                               | Cile under 20                                                                   | 2 – 2                                                                           | Brasile under 20                                                                | Amichevole                                                                      | -                                                                               | cap.                                                                            |
| 23-1-2019                                                                       | Rancagua                                                                        | Cile under 20                                                                   | 1 – 0                                                                           | Brasile under 20                                                                | Sudamericano Sub-20 2019 - 1º turno                                             | -                                                                               | 67’                                                                             |
| 11-2-2019                                                                       | Rancagua                                                                        | Brasile under 20                                                                | 1 – 0                                                                           | Argentina under 20                                                              | Sudamericano Sub-20 2019 - 2º turno                                             | -                                                                               | 45’ 75’                                                                         |
| Totale                                                                          |                                                                                 | Presenze                                                                        | 4                                                                               |                                                                                 | Reti                                                                            | 0                                                                               |                                                                                 |

## Palmarès

### Club

#### Competizioni nazionali
- Campionato inglese di seconda divisione: 1

Burnley: 2022-2023
- Campionato brasiliano: 1

Botafogo: 2024

#### Competizioni internazionali
- Coppa Libertadores: 1

Botafogo: 2024